# STS-51-B
La STS-51-B è una missione spaziale del Programma Space Shuttle.

## Equipaggio
- Comandante: Robert Overmyer
- Pilota: Frederick Gregory
- Specialista di missione: Don Lind
- Specialista di missione: Norman Thagard
- Specialista di missione: William E. Thornton
- Specialista di carico utile: Lodewijk van den Berg
- Specialista di carico utile: Taylor Wang

## Parametri della missione
- Massa:
  - Navetta al lancio: 111.676 kg
  - Navetta al rientro: 96.097 kg
  - Carico utile: 11.061 kg
- Perigeo: 346 km
- Apogeo: 353 km
- Inclinazione: 57.0°
- Periodo: 1 ora, 31 minuti, 30 secondi